# Club de Curling Royal Montréal
Le Club de Curling Royal Montréal (anglais : Royal Montreal Curling Club ) est le plus ancien club de curling et le plus ancien club de sport actif en Amérique du Nord, situé à Montréal, Québec (Canada).

## Histoire
Elle est établie le 27 janvier 1807 par un groupe d'immigrants canadiens écossais. Vingt marchands et un chapelain qui aimaient jouer au curling sur la glace du fleuve Saint-Laurent décident de former un club. Ils se rencontrent le 22 janvier 1807 à Gillis Tavern, où est né le Montreal Curling Club,.
En 1860, le club emménage dans un bâtiment abritant la première patinoire intérieure du Canada, situé sur la rue Drummond, près de l’endroit où est situé actuellement le Club Mount Stephen,.
En 1888, le Club acquiert un terrain sur la rue Sainte-Catherine entre les rues St-Mathieu et St-Marc pour la construction d’un nouveau hangar de curling. Ouvert en 1889, il est de même style que l'ancien Aréna Victoria, sur un châssis de bois stratifié avec arches en caisson, le seul exemple de structure de ce type encore existant.
L'année suivante, un terrain sur la rue Ste-Catherine est acquis de l'autre côté de l'immeuble au 56 rue St-Luke, maintenant 1850 boulevard de Maisonneuve Ouest, afin d'y construire le pavillon. Dessiné par les architectes Percy Erskine Nobbs et George Taylor Hyde, il ouvre en 1892 le jour de Noel, et une extension est achevée en 1912.
Le 23 février 1924, un Décret Royal accorde au club le droit d'utiliser le titre « Royal ».
Sa fondation est nommée événement historique national par le gouvernement du Canada en 1953.